# Helen Damico
Helen Damico (n. 30 ianuarie 1931, Insula Chios, Administrația descentralizată a Mării Egee⁠⁠(d), Grecia – d. 14 aprilie 2020, Akron, Ohio, SUA) a fost o profesoară universitară specializată în engleză veche și literatura anglo-saxonă. 

## Carieră
Damico a fost profesor emerit la Universitatea din New Mexico, unde a început să predea în 1981 și unde a fondat Institutul de Studii Medievale. Ea fusese anterior parte a corpului didactic la Brooklyn College și Universitatea din Minnesota. A obținut o diplomă de licență de la Universitatea din Iowa în 1952 și a primit doctoratul de la Universitatea din New York în 1980.
Autoare a Beowulf's Wealhtheow and the Valkyrie Tradition, Damico a adus contribuții importante studiului femeilor în literatura engleză veche și scandinavă veche. Studiile sale asupra Wealhþeow sunt frecvent citate. Ea a observat reprezentări ale valkyriilor atât în Wealhþeow, cât și în mama lui Grendel în poemul engleza veche Beowulf (cca. 700-1000 AD).
Damico a primit Premiul Humanities New Mexico pentru Contribuții la Disciplinele Umaniste și Premiul CARA al Medieval Academy of America pentru Servicii Deosebite aduse Studiilor Medievale.

## Viață personală
Născută în Chios, Grecia, Damico a emigrat în Statele Unite în 1937. A murit pe 14 aprilie 2020, ca urmare a complicațiilor cauzate de COVID-19, în timpul pandemiei de coronaviroză.